# Alberto Villar
Alberto Villar (12 de agosto de 1917 - río Tigre, Buenos Aires; 1 de noviembre de 1974), alias Tubo o Tubito, fue un policía argentino, anticomunista y antiperonista y uno de los líderes de la organización paraestatal terrorista Alianza Anticomunista Argentina (AAA o Triple A).
Ocupó el cargo de jefe de la Policía Federal desde el 11 de mayo de 1974 hasta su muerte el 1 de noviembre del mismo año por una bomba colocada por la organización guerrillera Montoneros.

## Biografía
Villar se graduó en la Escuela de Policía «Cnel. Ramón Lorenzo Falcón». En 1963 realizó un curso de especialización en Francia, donde aprendió el modelo de "force de frappe", un pequeño grupo altamente tecnificado con gran poder de ataque.
Villar fue director general de Orden Urbano de la Policía Federal, teniendo a su cargo Guardia de Infantería, Policía Montada, Unidades Móviles y División Perros. El cuerpo de Unidades móviles, basado en el modelo francés, actuó como una brigada antiguerrilla en Capital Federal, Córdoba, Tucumán y otros lugares del país. Fue el encargado de investigar los asesinatos del expresidente Pedro Eugenio Aramburu (1970) y el empresario Oberdan Sallustro (1972).
En marzo de 1971, estalló en Córdoba el Viborazo, un enfrentamiento entre grupos de izquierda y el gobierno militar, que incluyó detenciones y allanamientos ilegales. En octubre de 1972 se repiten las represiones y movilizaciones en Córdoba. El grupo de Villar tomó una comisaría de la ciudad donde un ciudadano había denunciado la represión ilegal. Se produjo un enfrentamiento entre la policía provincial y la federal que terminó con una suspensión de algunos meses para Villar.
En agosto de 1972 fue ascendido a Comisario Mayor tras ingresar por la fuerza a la sede del Partido Justicialista para secuestrar los féretros de los presos políticos fusilados en Trelew.
En 1973 Villar pidió su retiro voluntario que fue aceptado cuando Cámpora llegó al poder. En este período armó una empresa de seguridad privada llamada Intermundo SRL. Al poco tiempo regresa Perón al país y gana las elecciones presidenciales. En enero de 1974 fue convocado por el entonces ministro José López Rega para volver a la policía. Según Yofre fue el mismísimo Perón quien convocó a Villar para combatir la violencia armada de los grupos insurgentes. Fue nombrado subjefe y luego jefe de la Policía y ascendido a Comisario General.
A finales de 1973 había surgido en el país la Alianza Anticomunista Argentina (Triple A), un grupo paraestatal que desapareció y asesinó a ciudadanos vinculados a grupos de izquierda. Villar se convirtió en uno de los líderes de esta agrupación, integrando un grupo denominado 'Los Centuriones'. En particular se lo relaciona con el asesinato del diputado peronista Rodolfo Ortega Peña en julio de 1974. Durante su gestión en la Policía Federal creó la Brigada de Explosivos que fue responsable de diversos actos terroristas, como la bomba que mató a José Colombo, director del diario El Norte de San Nicolás.

## Muerte de Villar
Su fallecimiento se produjo el 1 de noviembre de 1974 cuando un explosivo colocado en el interior de una lancha en el Tigre acabó con su vida y la de su esposa, Elva Marina Pérez de Villar. María Seoane (1991) afirma que en los últimos días de octubre de 1974, el jefe de Montoneros Roberto Cirilo Perdía le informó a la dirección del PRT-ERP   la fecha planificada para atentar contra la vida del jefe de policía. 
Respecto a la autoría del crimen, según el periodista Enrique Llamas de Madariaga, en la causa judicial se menciona que el explosivo utilizado "tenía una espoleta que no era montonera". Mario Firmenich, en dicha entrevista, dice que hubo una "autoadjudicación de Montoneros del hecho", aunque de acuerdo a las pericias técnicas que obran en la causa, surgen dudas de la autoría material. Afirma que "hubo fuegos cruzados" y "hubo más de dos trincheras", aunque Montoneros asumió la responsabilidad política.